# Laura Chiatti
Laura Chiatti (Castiglione del Lago, 15 juli 1982) is een Italiaans model, zangeres en actrice. Chiatti speelde hoofdrollen in Ho voglia di te, naast Riccardo Scamarcio en in L'amico di famiglia, de derde film van Paolo Sorrentino.
Tot medio 2017 acteerde zij in meer dan twintig langspeelfilms. In 2010 speelde ze in de Amerikaanse film Somewhere van Sofia Coppola. In de Italiaanstalige versie van de Disneyklassieker Rapunzel vertolkte ze de hoofdrol als de stem van Rapunzel.
Sinds 2000 is ze actief als actrice in televisieseries, waaronder 1993.
- Bibsys: 10079402
- Bibliothèque nationale de France: cb16652042g (data)
- Gemeinsame Normdatei: 136229999
- International Standard Name Identifier: 0000 0003 8153 2369
- Library of Congress Control Number: no2009057235
- MusicBrainz: 76015cbe-37b4-4d1f-ad28-8ff05d0f6cb2
- Nationale Bibliotheek van Tsjechië: xx0179986
- Nationale Bibliotheek van Israël: 987009541114405171
- Nederlandse Thesaurus van Auteursnamen: 374757860
- Istituto Centrale per il Catalogo Unico: MILV314949
- Système universitaire de documentation: 130023396
- Virtual International Authority File: 30149066611865602280